# 八日市駅
八日市駅（ようかいちえき）は、滋賀県東近江市八日市浜野町にある近江鉄道の駅である。駅番号はOR15。本線と八日市線の接続駅である。終日有人駅。第1回近畿の駅百選に選定されている。
千葉県の八日市場駅と時々混同した記述が見られる。

## 歴史
- 1898年（明治31年）7月24日：本線の駅として開業[1][3]。
- 1946年（昭和21年）1月1日：八日市線当駅 - 新八日市間が開業し[4]、同線との乗換駅となる。
- 1998年（平成10年）6月13日：新駅舎が完成[5][6]。
- 2019年（令和元年）11月2日：駅構内に近江鉄道ミュージアムが開館[7][8][9]。
- 2022年（令和4年）4月5日：駅構内にコミュニティラジオ局「FMひがしおうみ」が移転[10]。同局は幹線道路沿いにあったが、東近江市中心市街地活性化基本計画の一環として、2022年4月5日に当駅の待合室内へ移転した[11]。このスタジオには「えきなか局」という愛称がある[12]。

## 駅構造
乗り場は駅舎に隣接した単式ホーム1面と島式ホーム1面の計2面3線構造で、単式ホーム側から1・2・3番のりばとなっている。また、単式ホームと島式ホームの間に車両留置用の中線が、島式ホームの外側と米原方に側線がある。
ホームと駅舎は跨線橋で結ばれており、エレベーターも設けられている。駅舎は近江鉄道の中で最も大きく、近代的な作りである。液晶モニター式のLCD行先表示器が改札口頭上に設置されており、近江鉄道の駅で唯一自動放送もある。
隣の新八日市駅との駅間距離は500 mと短いため、当駅と新八日市駅の場内信号は駅南側の踏切を挟んで向かい合うように立っている。
当駅構内配線の都合上、当駅始発・終着の列車は踏切を支障する。
旧駅舎は大柄な木造駅舎で、広告看板が多く貼られていた。

### のりば
| 番線 | 路線                      | 方向 | 行先         |
| ---- | ------------------------- | ---- | ------------ |
| 1    | ■本線（水口・蒲生野線）   | 下り | 貴生川方面   |
| 2    | ■本線（湖東近江路線）     | 上り | 米原方面     |
| 3    | ■八日市線（万葉あかね線） | -    | 近江八幡方面 |

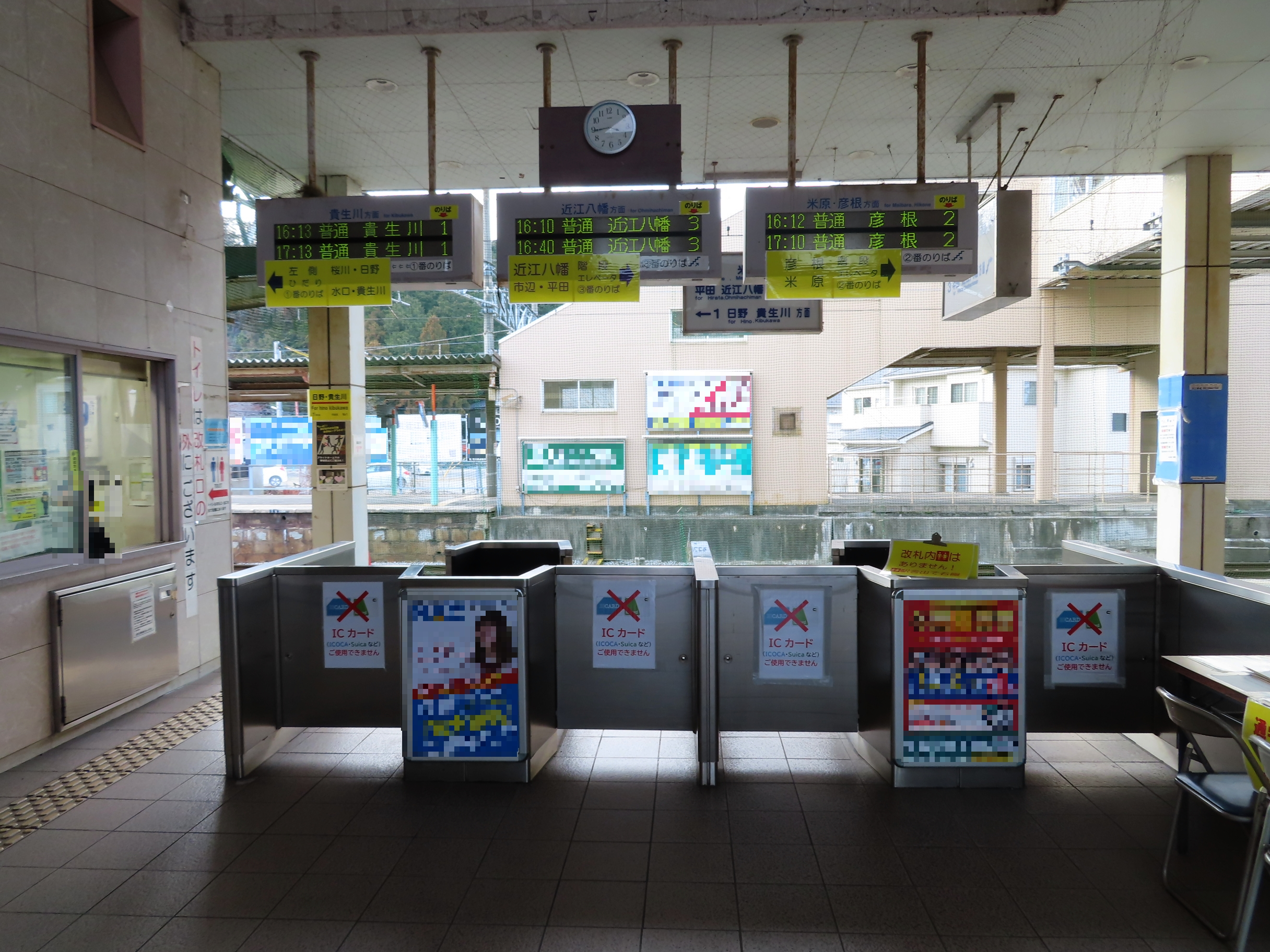
改札口（2022年1月）
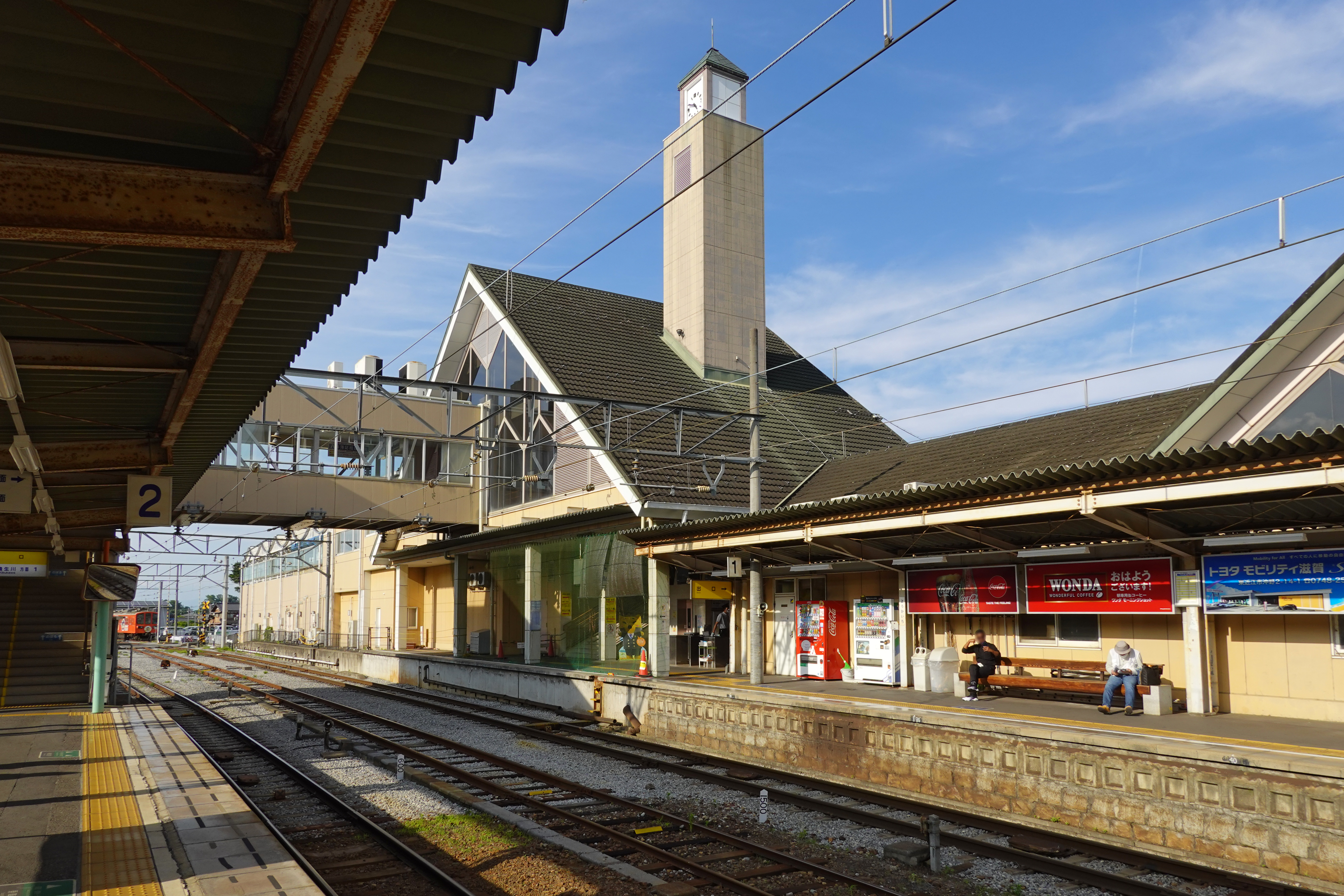
ホーム（2024年6月）
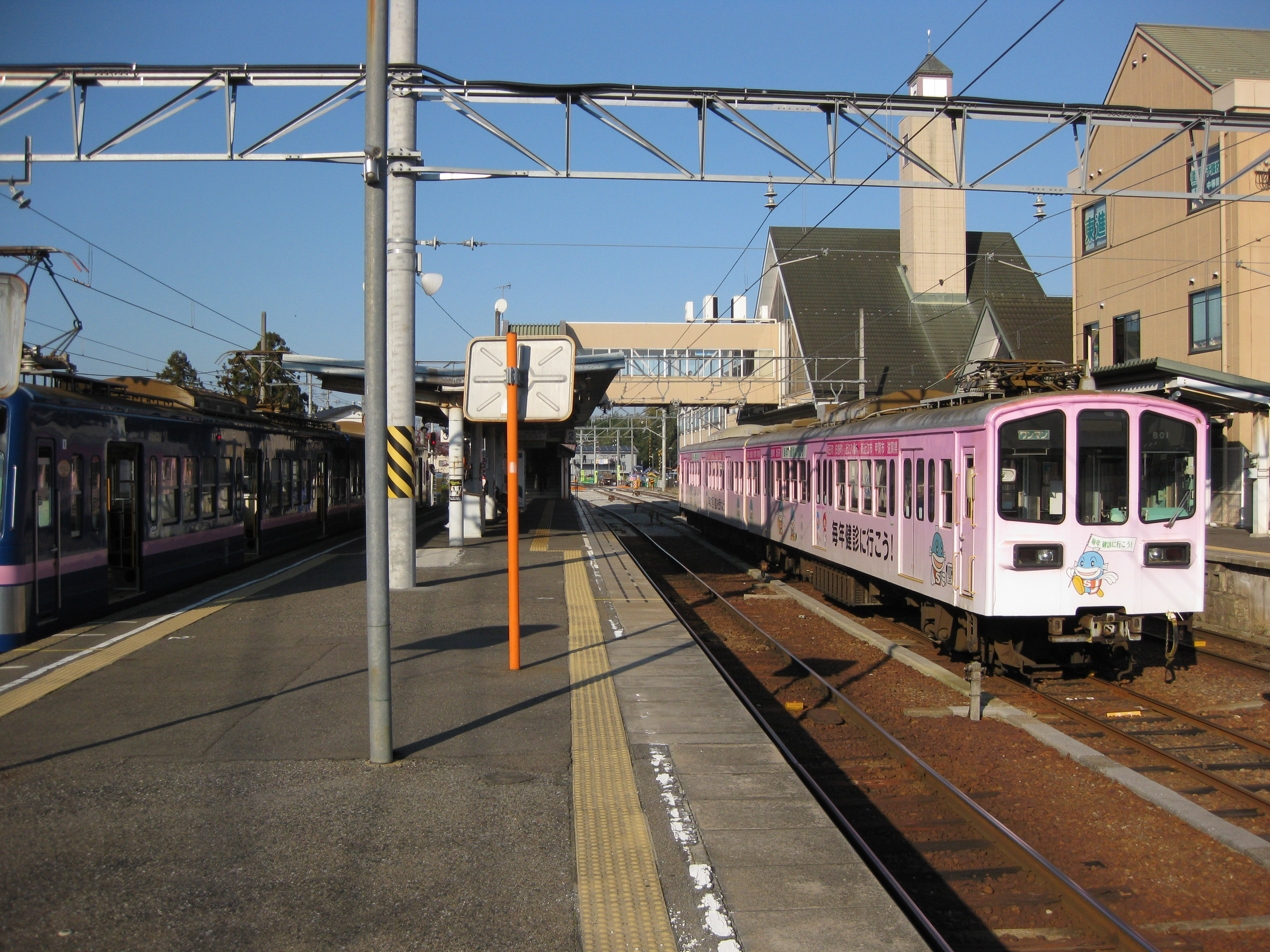
ホーム（2014年11月）
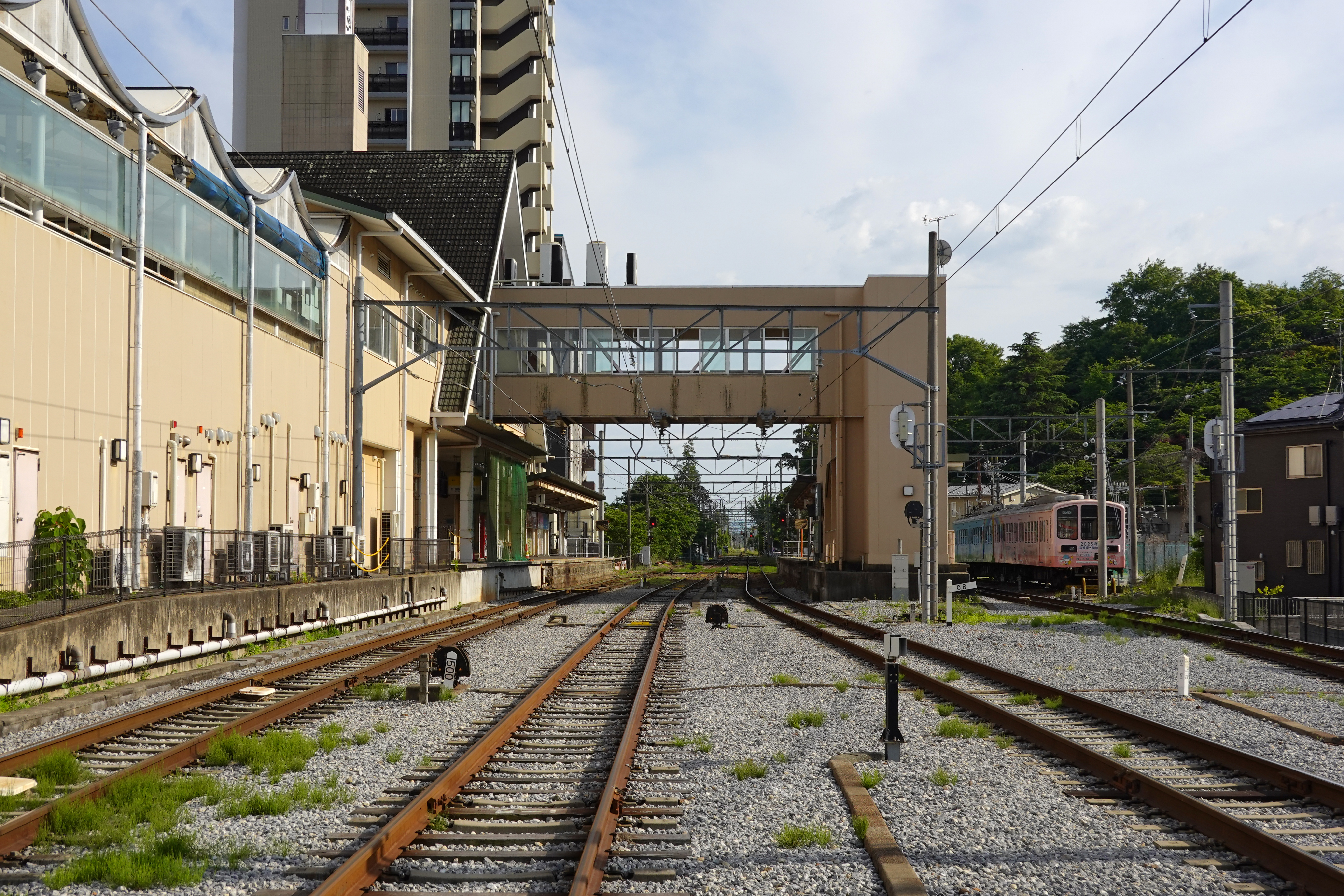
構内（2024年6月、駅北側の踏切より）

## 利用状況
近年の1日平均乗車人員の推移は下記のとおり。（東近江市統計書による）
| 年度               | 1日平均 乗車人員 |
| ------------------ | ---------------- |
| 2002年（平成14年） | 2,009            |
| 2003年（平成15年） | 1,986            |
| 2004年（平成16年） | 2,011            |
| 2005年（平成17年） | 2,023            |
| 2006年（平成18年） | 2,049            |
| 2007年（平成19年） | 2,062            |
| 2008年（平成20年） | 2,050            |
| 2009年（平成21年） | 1,896            |
| 2010年（平成22年） | 2,056            |
| 2011年（平成23年） | 2,077            |
| 2012年（平成24年） | 2,081            |
| 2013年（平成25年） | 2,023            |
| 2014年（平成26年） | 2,041            |
| 2015年（平成27年） | 2,047            |
| 2016年（平成28年） | 2,146            |
| 2017年（平成29年） | 2,217            |
| 2018年（平成30年） | 2,161            |
| 2019年（令和元年） | 2,141            |

## 駅周辺

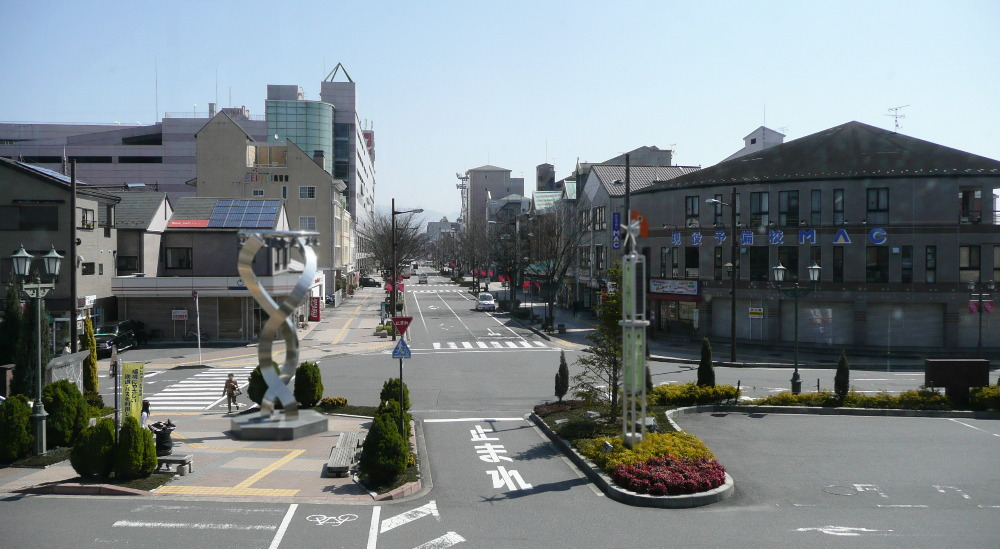
駅前広場（2008年3月）

駅東側は商業地となっており、駅から東へ延びる道には「駅前グリーンロード」（駅前通りの愛称）という愛称がある。この道路沿いに高校・市役所・警察署があるが、市役所と警察署は駅からやや離れた所にある。この道路沿いにある商業施設、ショッピングプラザアピア（アル・プラザ八日市）の西を御代参街道が、その東を滋賀県道13号線が南北に貫く。街道の南側には商店街がある。延命公園は駅西側にあり、その付近には小さな集落がある。テニスコートや太陽光発電所はその一角にあり、北へ抜けると田畑が大きく広がる。
- 近江鉄道ミュージアム - 駅舎2階[9][18]。
- 東近江警察署八日市駅前交番
- ホテルルートイン東近江八日市駅前
- 駅前グリーンロード
  - ショッピングプラザアピア（アル・プラザ八日市）
  - 京都銀行八日市支店
  - 滋賀県立八日市高等学校
  - 滋賀県民信用組合八日市支店
- グリーン近江農業協同組合（JAグリーン近江）本店
- 八日市本町郵便局
- 八日市ほんまち商店街[注釈 2] - アーケード商店街
  - 八日市まちかど情報館
- 滋賀銀行八日市支店
- 延命公園
- 延命新地 - かつて延命公園周辺にあった花街
- ジャックテニス[19] - テニスコート（会員制）
- 滋賀県道13号彦根八日市甲西線（大凧通り）
- 滋賀県道211号八日市停車場線
- 滋賀県道216号雨降野今在家八日市線
- 御代参街道

## 接続交通機関

### バス路線
駅前ロータリー内に「八日市駅」停留所があり、近江鉄道バスとちょこっとバスの各路線が発着する。
| 八日市駅 | 八日市駅       | 八日市駅 | 八日市駅                                       |
| 乗り場   | 運行事業者     | 系統または路線名・行先 | 備考                                           |
| -------- | -------------- | --- | ---------------------------------------------- |
| 1        | 近江鉄道バス   | 御園線：永源寺車庫 | 東近江総合医療センター経由は平日の朝昼のみ運行 |
| 2        | 近江鉄道バス   | 神崎線：能登川駅 |                                                |
| 3        | ちょこっとバス | 市原線：永源寺支所 愛東線：八日市駅 湖東線：八日市駅 沖野玉緒線：東近江総合医療センター 南部御園線：土器 市街地循環線：八日市駅 | 正月三が日は全路線運休                         |

### タクシー路線
駅前ロータリー内に「八日市駅」停留所があり、ちょこっとタクシー（デマンドタクシー）の路線が発着する（要予約）。同停留所には下記の各路線が乗入れる。
ちょこっとタクシー
- 平田線
- 市辺線
- 小脇・建部エリア

## FMひがしおうみ
- びわ湖キャプテンが運営するコミュニティ放送局であり、2005年に開局した[10]。

## 隣の駅
近江鉄道
本線（■湖東近江路線・■水口・蒲生野線）
河辺の森駅（OR14） - 八日市駅（OR15） - 長谷野駅（OR26）
八日市線（■万葉あかね線）
■快速（平日朝の1本のみの運転、到着列車のみ）
八日市駅（OR15） ← 武佐駅（OR20）
■普通
八日市駅（OR15） - 新八日市駅（OR16）

### 記事本文